# همه‌پرسی قدرت‌سپاری در اسکاتلند (۱۹۹۷)

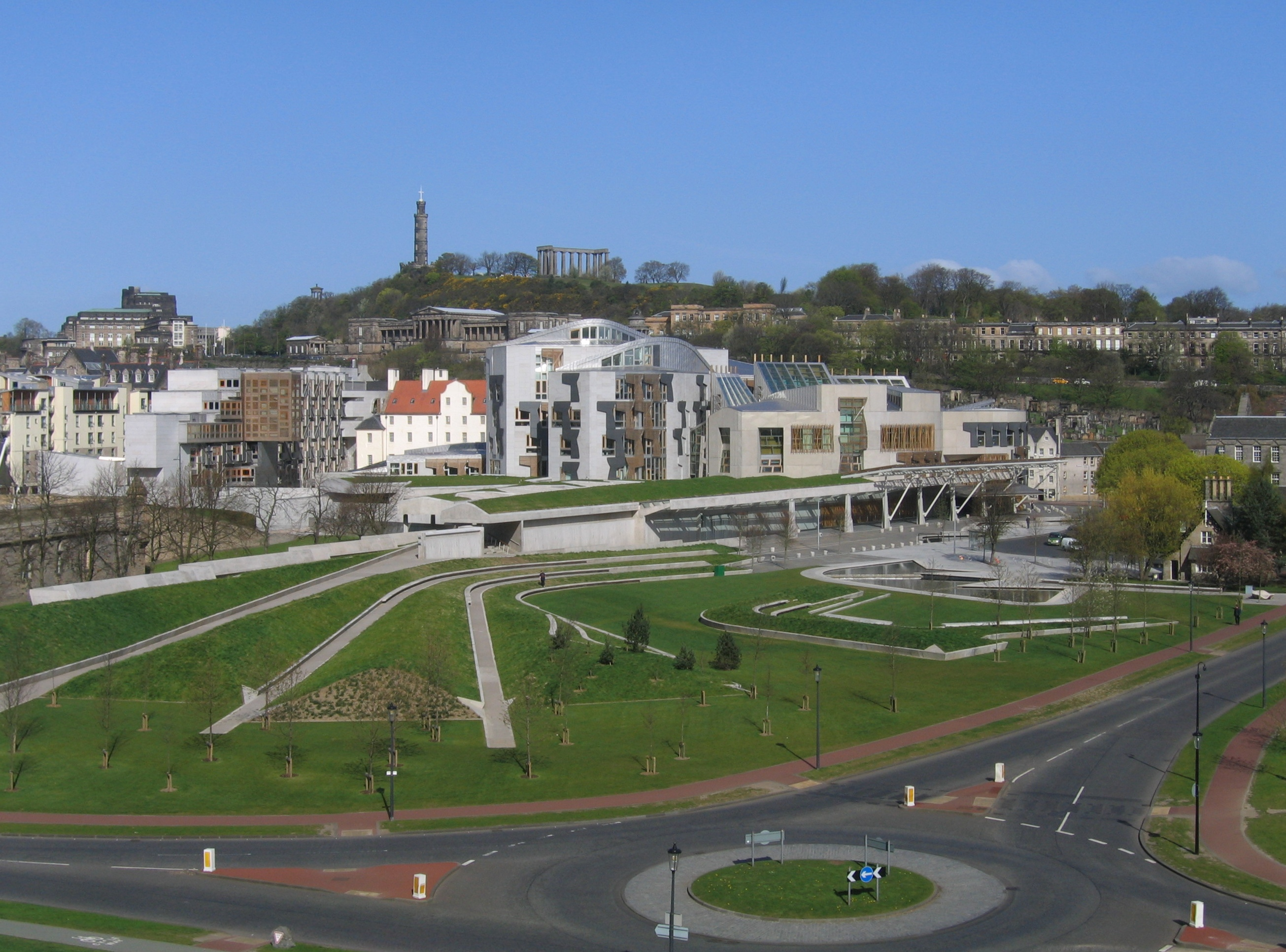
پارلمان اسکاتلند در ادینبورگ

در همه‌پرسی پیش پارلمانی که در ۱۱ سپتامبر ۱۹۹۷ در اسکاتلند انجام گردید، مردم این سرزمین به واگذاری مجلس به آنها و همچنین اعطای قدرت بیشتر به پارلمان، رای موافق دادند. پس از این همه پرسی "پارلمان اسکاتلند" (به انگلیسی: Scottish Parliment) تشکیل گردید. بر اساس این قدرت‌سپاری، مجلس تشکیل شده به مسائلی نظیر حمل و نقل، بهداشت و سلامت، آموزش و پرورش و محیط زیست می‌پردازد و حکومت مرکزی بریتانیا که در وست مینستر قرار دارد به اموری نظیر امور خارجه، مهاجرت و مسائل دفاعی رسیدگی می‌کند. اسکاتلند دارای سیستم آموزشی قانونی جداگانه از بریتانیاست.